# Teoría del actor-red
La Teoría del Actor-Red, conocida como ANT (siglas de la expresión inglesa Actor-Network Theory), es un enfoque ontológico característico de teoría social y de investigación originado en el campo de los estudios sociales de la ciencia en los años 1980. Fue iniciada por Bruno Latour, Michel Callon y otros investigadores del Centro de sociología de la innovación de Mines ParisTech, en Francia. También han colaborado en su elaboración investigadores anglosajones como John Law, Arie Rip, Susan Leigh Star y Geoffrey Bowker.
Aunque es más conocida por su insistencia en la capacidad de los no humanos para actuar o participar en sistemas, redes o ambos, la ANT también se asocia con críticas contundentes de la sociología convencional y crítica.

## Ideas clave
El elemento distintivo de esta teoría es que considera actante tanto a humanos, como a objetos (no-humanos), y discursos. Propone una visión simétrica y monista del mundo. Señala la importancia de lo tecnológico en la explicación del mundo, tratándolo de una manera equivalente a la manera en que se trata lo social. Esta teoría pone atención en las redes que se establecen en la producción de conocimiento, estudiando y observando el entorno de los ingenieros y científicos cuando llevan a cabo sus proyectos, enfatizando que nadie actúa solo y que hay un gran número de actantes que influyen. En contraste con la mayoría del trabajo en sociología, la ANT no distingue entre humano y no-humano para identificar la agencia. Devuelve la mirada hacia la participación que tienen recursos como el equipo, dinero, datos, publicidad o poder.
El término actante es utilizado como una forma neutral de referir a actores tanto humanos como no-humanos, ya que sus principales autores han considerado que la palabra actor tiene una carga simbólica ligada al "ser personas".
Según Latour, las personas y las máquinas deberán ser tratadas como iguales para hacer estudios sociales, esto se refiere al principio de simetría. Es decir que considera un error plantearse explicaciones que hacen referencia a dualismos como naturaleza-social o, como ya hemos mencionado, lo humano de lo no-humano. Son elementos indisociables y podrían, más aún, deberían ser descritos en los mismos términos.
«El actor-red no es reductible ni a un simple actor ni a una red. (...) Un actor-red es, simultáneamente, un actor cuya actividad consiste en entrelazar elementos heterogéneos y una red que es capaz de redefinir y transformar aquello de lo que está hecha» (Callon, 1992/1998: 156). Los actores pueden ser representados siempre mediante redes de palabras. Para ello se emplea el análisis de palabras asociadas que pone de manifiesto las redes, su posición estratégica y su evolución o traducción.

Latour, en su libro “Reensamblar lo social”, redacta un párrafo que recoge de forma muy explicativa las características principales de su teoría de ensamblaje: 
«Lo social se detecta además a través de los sorprendentes movimientos de una asociación a la siguiente; esos movimientos pueden ser suspendidos o reiniciados; cuando son suspendidos prematuramente, lo social, tal como se lo concibe normalmente, aparece compuesto por participantes ya aceptados llamados "actores sociales", que son miembros de una "sociedad"; cuando el movimiento hacia la recolección se reinicia, rastrea lo social en tanto asociaciones a través de muchas entidades no sociales que podrían convertirse en participantes más adelante; si se lo realiza sistemáticamente, este rastreo puede culminar en una definición compartida de un mundo común, lo que he llamado un colectivo; pero si no existen procedimientos para lograr que ese mundo sea común, puede ocurrir que no sea ensamblado y, por último, la mejor definición de la sociología es que se trata de la disciplina en la que los participantes explícitamente se ocupan de reensamblar lo colectivo».

## Conceptos de la Teoría del Actor-Red

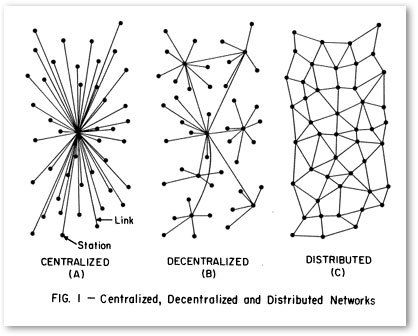
Categorías de ANT

- Actantes: término neutro para denominar cada elemento que infiere en una red; entidades no diferenciadas por ser personas o artefactos, objetos o cualquier forma física o intangible que dialogue en un colectivo.
- Colectivo: conjunto de múltiples actantes que interaccionan y consiguen aportar una definición compartida para un mundo común.
- Descajanegrización : se aborda la importancia de que todos los actantes forman parte de un proceso, es decir no estudiar simplemente el producto terminado, sino también el cómo se ha llegado hasta él [anacoluto, frase ininteligible]. En el laboratorio por ejemplo, a esto se refiere la idea desarrollada como seguir a los investigadores en el proceso constructivo, observando las negociaciones y los actantes que participan en este proceso.
- El quehacer científico se caracteriza por las referencias circulantes. Los científicos no crean la realidad ni describen algo que "está ahí". Lo que hacen es crear sistemas de referencias (podríamos decir aproximadamente, "representaciones") que permiten referirse a un fenómeno generando un esquema descriptivo. Estos esquemas, que una vez consolidados sirven de base a la creación de nuevas representaciones, permiten transitar entre el fenómeno y sus sucesivas representaciones, en ambos sentidos, y son parte fundamental del campo de operación de las disciplinas.[3]
- La estructura social no es un sustantivo sino un verbo. La estructura no es independiente de la sociedad que sustenta, sino que a la vez genera y regenera. "Ninguna versión del orden social, ninguna organización, y ningún agente resulta jamás completo, autónomo y final" (Law, 1992: 385-386).
- Rompe la dicotomía micro y macro: propone seguir y examinar a los actores y productos de la tecnociencia en el momento mismo de sus acciones.
- Rompe la dicotomía dimensión social-dimensión cognitiva: la sociedad es producto de un entramado de relaciones heterogéneas.
- Los elementos sociales en el pensamiento social no son dimensiones causales, son otro producto de las interacciones entre los actores. Por lo tanto son un problema, no una solución.

## Críticas a la Teoría del Actor-Red
- A la ANT se le ha acusado de deshumanizar a los humanos cuando los iguala a los actores no-humanos.
- Se ha cuestionado acerca de que el mismo nombre de la teoría, siga haciendo referencia a aquello que se pretendía superar. "Actor" es humano masculino.
- Esta teoría no resulta muy útil a la hora de estudiar fenómenos por su bajo nivel de concreción. Es decir, la conceptualización de red y de que los actantes no pueden excluirse de las explicaciones puede llevarnos a perder el foco original. Complejiza excesivamente el fenómeno, lo cual dificulta su estudio. Para llevarlos a término de aplicación, no deja claro el punto donde se debe incidir.[1]

## Determinismo social vs determinismo tecnológico
Desde las corrientes del determinismo tecnológico la tecnología constituye el agente causal más importante en los cambios sociales a lo largo de la historia; el cambio tecnológico es lo que determina el cambio social. En el lado opuesto, el determinismo social considera la tecnología como una construcción en el sentido amplio pero sin ningún tipo de agencia ni autonomía, siendo la sociedad la única causa de los cambios sociales.
Ambos determinismos tienen una formulación dura y una blanda; la dura dice que la influencia de la tecnología o la sociedad, en cada caso, es suficiente para explicar el cambio social y la blanda apoya que la influencia es mayor, pero que hay en juego otros factores. En cualquier caso, podemos llamar a estas formulaciones reduccionistas.
En contraposición a estas formulaciones encontramos otras holísticas, que concluyen que un fenómeno no se puede partir en partes, sino que es precisamente el estudio en conjunto lo que permitiría una mejor aproximación al fenómeno social. Este es el caso de la ANT, mientras que para el socioconstruccionismo, la tecnología es vista como un producto de, desde y para la sociedad, pues se entiende la tecnología cómo una construcción social que cubre necesidades sociales.
La Teoría del Actor-Red sigue la trayectoria iniciada por el construccionismo social. Ambos están de acuerdo en que los trabajos que se llevan a cabo desde la tecnociencia no son sino prácticas objetivadoras para presentar como naturales diferentes objetos de conocimiento. Pero además, la ANT se distancia de la corriente socioconstruccionista al poner en evidencia que esta reifica una base de lo social en sus explicaciones. La ANT considera la tecnología no solo como una construcción social, sino fruto de un entramado sociotécnico, es decir, detrás de cada elemento tecnológico encontraríamos un sinfín de personas, procesos, elementos, artefactos, es decir actantes que han posibilitado una determinada tecnología y no otra. Por esto entendemos que la ANT se basa en el concepto de simetría generalizada. La tecnociencia produce objetos híbridos que pertenecen al campo de lo social y de lo natural. Son entramados relacionales de entidades que adquieren su significado individual en las totalidades con sentido que conforman.

## La fuerza de la Teoría del Actor-Red en la actualidad
Según Pérez Tornero, la vigencia de la Teoría del Actor-Red es propiciada por las características  del mundo contemporáneo: “necesitamos un marco conceptual que pueda dar cuenta del continuo movimiento de reticulación, ensamblaje y organización que se produce con los nuevos medios. Y requerimos que este marco sea global, explicativo y sostenga la idea de conjunto”.
Con ello relaciona la potencialidad explicativa de la teoría del actor-red como una forma de abordar la sociedad que propone puntos de vista mucho más certeros, teniendo en cuenta el inmenso impacto de Internet en la comunicación, que intrínsecamente “ha dado fuerza y visibilidad al fenómeno de estructuración en forma de red”. En este contexto, donde la concepción de interrelación es mucho más explícita, la teoría del actor-red consigue identificar en un mismo nivel y a la vez unificar los artefactos tecnológicos con lenguajes de programación y actos humanos, todos ellos actantes en conjuntos holísticos.
La fuerza de esta teoría reside también en la aplicación parcial o total, explícita o encubierta, de sus fundamentos en teorías de otros autores que “reivindican el papel fundamental que tiene hoy en día las redes y las conexiones”. Tal como indica José Manuel Pérez Tornero, éstas pueden ser el conectivismo, el constructivismo, la semiótica, la antropología cultural o la economía política.